# Cladosporium nigrelloides
Cladosporium nigrelloides är en svampart som beskrevs av U. Braun & Mouch. 1999. Cladosporium nigrelloides ingår i släktet Cladosporium och familjen Davidiellaceae.   Inga underarter finns listade i Catalogue of Life.